# Лопеньйо (Техас)
Лопеньйо (англ. Lopeño) — переписна місцевість (CDP) в США, в окрузі Сапата штату Техас. Населення — 70 осіб (2020).

## Географія
Лопеньйо розташоване за координатами 26°42′43″ пн. ш. 99°6′3″ зх. д. / 26.71194° пн. ш. 99.10083° зх. д. (26.711834, -99.100966).  За даними Бюро перепису населення США в 2010 році переписна місцевість мала площу 2,12 км², уся площа — суходіл.

## Демографія
Згідно з переписом 2010 року, у переписній місцевості мешкали 174 особи в 46 домогосподарствах у складі 40 родин. Густота населення становила 82 особи/км².  Було 73 помешкання (34/км²).
Расовий склад населення:
| - 94,3 % — білих - 0,6 % — чорних або афроамериканців - 5,2 % — осіб інших рас |

До двох чи більше рас належало 0,0 %. Частка іспаномовних становила 98,3 % від усіх жителів.
За віковим діапазоном населення розподілялося таким чином: 36,2 % — особи молодші 18 років, 55,8 % — особи у віці 18—64 років, 8,0 % — особи у віці 65 років та старші. Медіана віку мешканця становила 23,8 року. На 100 осіб жіночої статі у переписній місцевості припадало 93,3 чоловіків;  на 100 жінок у віці від 18 років та старших — 82,0 чоловіків також старших 18 років.
Цивільне працевлаштоване населення становило 0 осіб. 